# Väddö folkhögskola

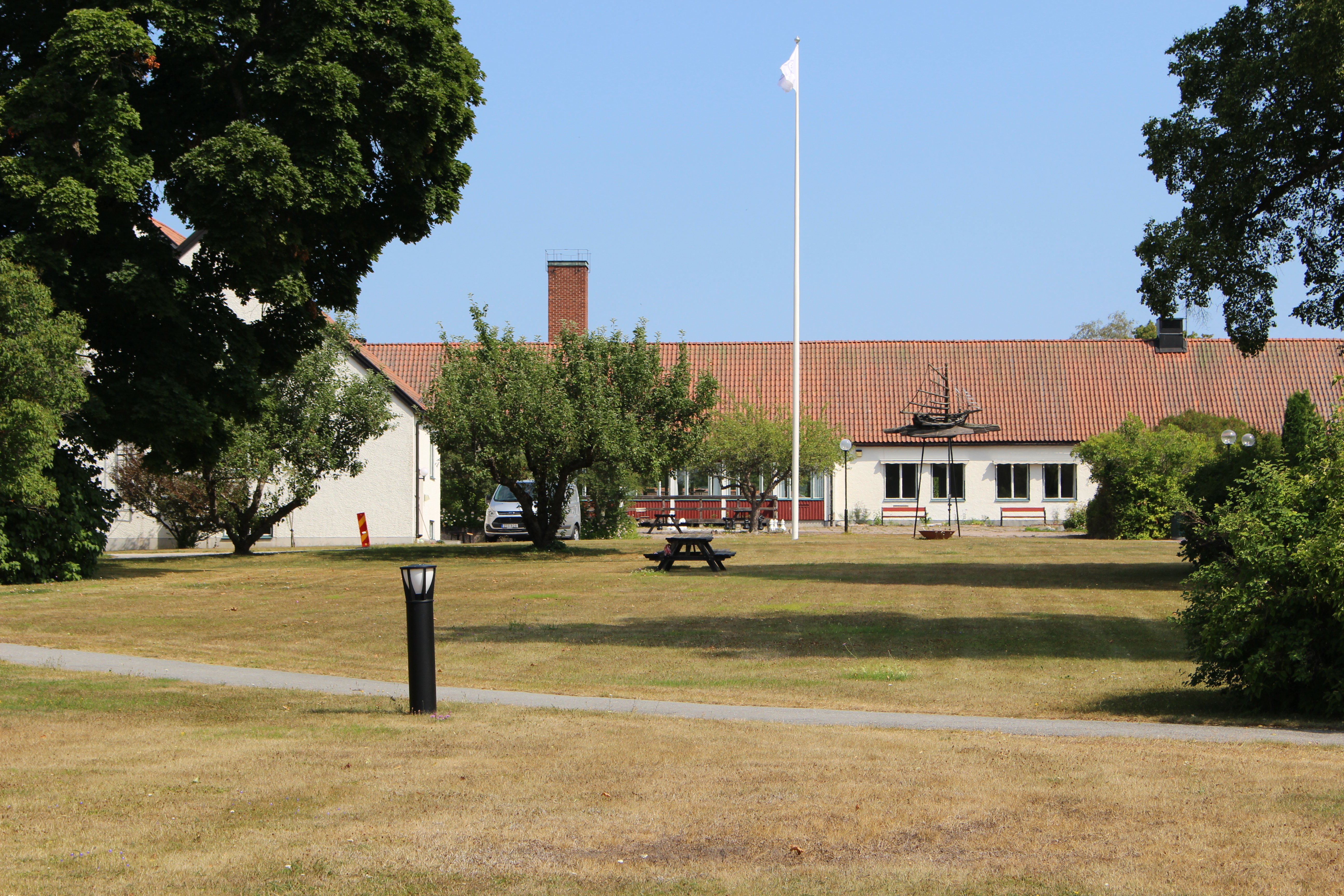
Väddö folkhögskola.

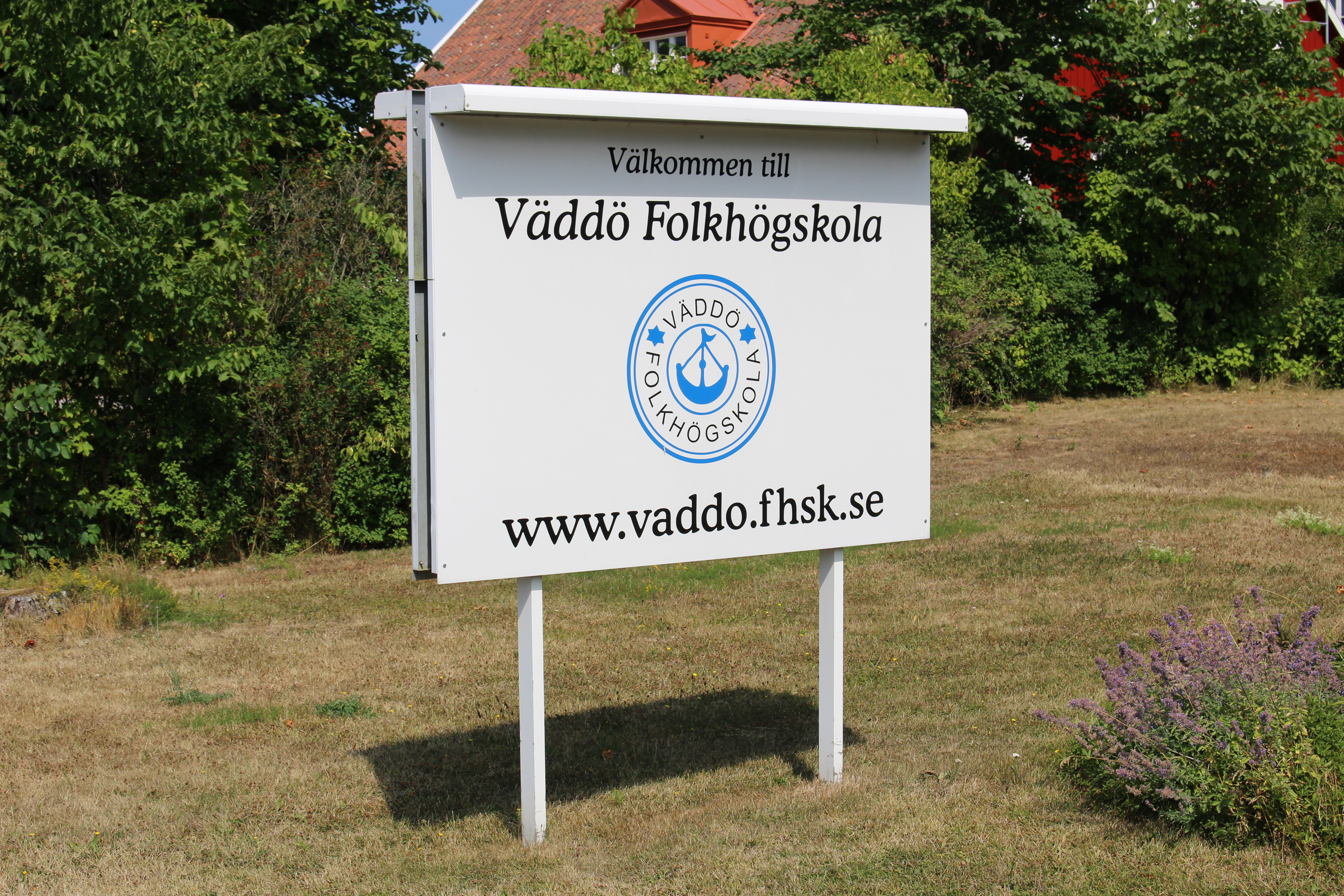
Skylt.

Väddö folkhögskola som startades år 1879, efter beslut år 1878 av Stockholms läns landsting att det skulle inrättas en folkhögskola i länet.  Folkhögskola är belägen i Älmsta på Väddö i Norrtälje kommun. Den är den äldsta folkhögskolan i Stockholms län, och den 23:e i Sverige.
Skolans lokalisering var från början i Hagby gård i Almunge socken, men den flyttades på grund av inackorderingsproblem i trakten 1882 till Väddö och skolans  namn blev Stockholms läns folkhögskola i Hammarby. Ungefär 1915 börjar skolan kallas för Väddö folkhögskola, men det är först vid skolans årsberättelse för skolåret 1927-28 som den benämns så i skrift.
Fram till år 2002 var Stockholms läns landsting huvudman över folkhögskolan, och Stiftelsen Väddö och Södertörns folkhögskolor tog över huvudmannaskapet. Vid denna övergång flyttades folkhögskolas arkiv till landstingsarkivet i Flemingsberg för att det skall vara fritt för forskning.